# Bahnstrecke Kingfield–Alder Stream
| Streckenlänge: | 4 km                |                                |                                |
| Spurweite: | 610 mm (2-Fuß-Spur) |                                |                                |
| Zweigleisigkeit: | –                   |                                |                                |
| |                     |                                |                                |
| Gesellschaft: | SR&RL               |                                |                                |
| \| \| \| von Bigelow \| \| \| \| 0 \| Kingfield ME \| Kingfield ME \| \| \| \| nach Strong \| \| \| \| \| West Branch Carrabassett River \| \| \| \| 4 \| Alder Stream ME \| Alder Stream ME \| |                     |                                |                                |
| Strecke (außer Betrieb) |                     | von Bigelow                    | von Bigelow                    |
| Bahnhof (Strecke außer Betrieb) | 0                   | Kingfield ME                   | Kingfield ME                   |
| Abzweig geradeaus und nach links (Strecke außer Betrieb) |                     | nach Strong                    | nach Strong                    |
| Brücke über Wasserlauf (Strecke außer Betrieb) |                     | West Branch Carrabassett River | West Branch Carrabassett River |
| Betriebs-/Güterbahnhof Streckenende (Strecke außer Betrieb) | 4                   | Alder Stream ME                | Alder Stream ME                |

Die Bahnstrecke Kingfield–Alder Stream war eine Eisenbahnstrecke in Maine (Vereinigte Staaten). Sie war rund vier Kilometer lang. Die Strecke war in der Spurweite von zwei Fuß (610 mm) gebaut und ist vollständig stillgelegt.
Nordwestlich von Kingfield entstanden um die Wende zum 20. Jahrhundert mehrere Holzfällercamps. Um diese ans Eisenbahnnetz anzuschließen, baute die Franklin and Megantic Railway die Stichstrecke zum Endbahnhof Alder Stream. Die Strecke wurde 1907 zwar als öffentliche Bahn eröffnet, diente jedoch nur dem Güterverkehr. Ab 1908 führte die Sandy River and Rangeley Lakes Railroad den Betrieb auf der Bahn, die ihrerseits 1911 von der Maine Central Railroad übernommen wurde. 1922 wurde der Zweig stillgelegt und abgebaut.
Die Strecke zweigte am Bahnhof Kingfield von der Hauptstrecke ab, überquerte den West Branch Carrabassett River und führte nordwärts parallel und oberhalb der Hauptstrecke. Der nördliche Teil der Trasse wird heute durch die Tufts Pond Road benutzt.